# Dilnozaxon Kattaxonova
 (juin 2025).
La mise en forme du texte ne suit pas les recommandations de Wikipédia : il faut le « wikifier ».
Les points d'amélioration suivants sont les cas les plus fréquents :
- Les titres sont pré-formatés par le logiciel. Ils ne sont ni en capitales, ni en gras.
- Le texte ne doit pas être écrit en capitales (les noms de famille non plus), ni en gras, ni en italique, ni en « petit »…
- Le gras n'est utilisé que pour surligner le titre de l'article dans l'introduction, une seule fois.
- L'italique est rarement utilisé : mots en langue étrangère, titres d'œuvres, noms de bateaux, etc.
- Les citations ne sont pas en italique mais en corps de texte normal. Elles sont entourées par des guillemets français : « et ».
- Les listes à puces sont à éviter, des paragraphes rédigés étant largement préférés. Les tableaux sont à réserver à la présentation de données structurées (résultats, etc.).
- Les appels de note de bas de page (petits chiffres en exposant, introduits par l'outil «  Source ») sont à placer entre la fin de phrase et le point final[comme ça].
- Les liens internes (vers d'autres articles de Wikipédia) sont à choisir avec parcimonie. Créez des liens vers des articles approfondissant le sujet. Les termes génériques sans rapport avec le sujet sont à éviter, ainsi que les répétitions de liens vers un même terme.
- Les liens externes sont à placer uniquement dans une section « Liens externes », à la fin de l'article. Ces liens sont à choisir avec parcimonie suivant les règles définies. Si un lien sert de source à l'article, son insertion dans le texte est à faire par les notes de bas de page.
- La présentation des références doit suivre les conventions bibliographiques. Il est recommandé d'utiliser les modèles {{Ouvrage}}, {{Chapitre}}, {{Article}}, {{Lien web}} et/ou {{Bibliographie}}. Le mode d'édition visuel peut mettre en forme automatiquement les références.
- Insérer une infobox (cadre d'informations à droite) n'est pas obligatoire pour parachever la mise en page.

Pour une aide détaillée, merci de consulter Aide:Wikification.
Si vous pensez que ces points ont été résolus, vous pouvez retirer ce bandeau et améliorer la mise en forme d'un autre article.
 (juin 2025).
Dilnozaxon Kattaxonova est une femme politique ouzbèke qui occupe le poste de première directrice adjointe de l’Agence des affaires de la jeunesse d’Ouzbékistan depuis 2020,,,. Auparavant, Kattaxonova a travaillé comme présidente de l'organisation des enfants Kamalak, qui est la plus grande union des élèves des écoles (2018-2020). En juin 2021, elle a reçu le prix d’État Do’stlik décerné par le président de l’Ouzbékistan. Elle est également docteure en philosophie en sciences politiques.

## Carrière
Elle a obtenu une licence à l’Université nationale d’Ouzbékistan nommée d’après Mirzo Ulugbek en 2014. En 2016, elle a terminé son master dans la même université. De 2014 à 2016, elle a travaillé comme spécialiste principale au département des projets sociaux et juridiques du Conseil central du Mouvement social de la jeunesse Kamolot. De 2016 à 2017, elle a été spécialiste en chef au département du développement des relations internationales et du soutien aux organisations non gouvernementales à but non lucratif du Comité des femmes d’Ouzbékistan. Le 5 juillet 2017, lors de la réunion du Conseil républicain sur les questions de jeunesse, elle a été élue vice-présidente du Conseil central de l’Union de la jeunesse d’Ouzbékistan. De 2018 à 2020, elle a été cheffe de l’organisation des enfants Kamalak. Depuis 2018, elle est chercheuse indépendante à l’Académie d’administration publique auprès du président de la République d’Ouzbékistan. En mars 2022, elle a obtenu son doctorat. Le 10 juillet 2020, elle a été nommée directrice adjointe de la nouvelle Agence des affaires de la jeunesse de la République d’Ouzbékistan. Le 20 décembre 2023, elle a été nommée première directrice adjointe de cette agence,.

## Distinctions
Elle a été l’une des premières à recevoir le prix d’État Zulfiya.
En 2020, elle a été incluse dans la liste des 40 jeunes leaders les plus prometteurs dans les institutions publiques, ainsi que dans le Top 35 des femmes dans l'administration publique et étatique. En 2021, elle a figuré parmi les 40 femmes travaillant dans les structures étatiques, les institutions et les grandes organisations publiques.
La même année, elle a reçu la médaille Ma’naviyat a’lochisi de la Garde nationale d’Ouzbékistan, ainsi que la médaille Xalqlar do’stligi (Amitié entre les peuples) du Comité des relations interethniques et des liens amicaux avec les pays étrangers auprès du gouvernement ouzbek. Le 30 juin 2021, elle a été décorée du prix Do’stlik par le président de la République d’Ouzbékistan.